# DeriveApprodi
DeriveApprodi è una casa editrice italiana indipendente fondata a Roma nel 1998, nata come rivista nel 1992 nota per le riedizioni di classici politici e le pubblicazioni sulla storia e sull'attualità delle lotte dei movimenti di sinistra, in particolare sull'operaismo politico italiano.

## Storia
DeriveApprodi nasce come rivista di ricerca teorico-politica nel luglio del 1992. A fondarla sono Sergio Bianchi e Mauro Trotta, provenienti dalla redazione della rivista «Luogo Comune». Il n. 0 registra la pubblicazione di testi di Giorgio Agamben, Toni Negri, Nanni Balestrini, Primo Moroni, Franco Berardi Bifo. La sua produzione complessiva comprende 26 numeri, l'ultimo dei quali è dell'autunno 2005. Al suo ambito redazionale hanno partecipato docenti universitari, intellettuali e ricercatori, militanti politici dei movimenti e dei centri sociali.
Nel 1998 Sergio Bianchi, con il coinvolgimento di una decina di persone, dà vita alla casa editrice DeriveApprodi, diventandone il direttore editoriale.
Nel settembre 2020 ha avviato una nuova rivista teorico-politica online, «Machina», con diciotto sezioni e pubblicazioni quotidiane di articoli e materiali di archivio.
Nell'ottobre 2021, nella libreria dell'associazione Punto Input di Bologna (via Mascarella 104/a), è stato inaugurato il primo punto vendita ufficiale della casa editrice. L'anno successivo è stato lanciato a Roma un secondo punto vendita, il Radical Bookstore di via Pesaro 12.
A partire dal 2023, con lo spostamento della sede da Roma a Bologna, il nuovo direttore editoriale di DeriveApprodi è Gigi Roggero.

## Linea editoriale
La casa editrice si propone di rappresentare un punto di riferimento editoriale per il pensiero critico, la tradizione dell'operaismo politico italiano, la storia delle lotte e dei movimenti, la sperimentazione teorica e letteraria, le pubblicazioni sull'attualità.
La linea editoriale si caratterizza per una produzione prevalentemente saggistica. A ciò si è affiancata una produzione di narrativa sperimentale con la collana di scrittori esordienti «Vox», diretta da Luigi Bernardi.
Con un migliaio di titoli pubblicati e una ventina di collane, sono molto diversificati i temi che caratterizzano la produzione editoriale di DeriveApprodi: dall'operaismo al marxismo critico, dai temi connessi al genere alle questioni legate alla razza e al razzismo, dalle trasformazioni del lavoro alla storia delle lotte e dei movimenti sociali, dalla crisi delle forme tradizionali di rappresentanza politica al nuovo ruolo ricoperto dalle tecnologie digitali, dall'analisi dei mutamenti territoriali e urbanistici all'impatto delle migrazioni nelle società contemporanee, dalle nuove ecologie alla sostenibilità ambientale.
Specializzata in un settore di nicchia, all'oggi la casa editrice pubblica tra i 40 e i 50 titoli all'anno.
DeriveApprodi ha una distribuzione nazionale e in tutte le principali librerie online, garantita dal promotore NW e dal distributore Messaggerie Libri.

## Altre attività
Oltre all'attività editoriale in senso stretto, DeriveApprodi è stata promotrice di diversi eventi culturali. Tra questi, il Critical Book&Wine, in collaborazione con Luigi Veronelli; insieme alla cooperativa Doc(k)s ha organizzato le fiere dell'editoria indipendente Book Pride e Bellissima e il corso Io scrivo in giallo, alla cui edizione 2001 ha anche partecipato lo scrittore Carlo Lucarelli.
Infine, è promotrice del Festival DeriveApprodi, la cui prima edizione si è svolta a Roma nel 2016 e successivamente a Bologna.
Nel giugno 2023 si è svolta alla Casa di quartiere Scipione dal Ferro dell’AICS di Bologna la sesta edizione del Festival, organizzato dalla casa editrice in collaborazione con l’associazione .input e la rivista «Machina».

## Autori pubblicati
La casa editrice ha tra gli altri pubblicato gli scritti di vari protagonisti del movimento del Settantasette e/o coinvolti a vario titolo nei movimenti autonomi degli anni Settanta del Novecento come Toni Negri, Sergio Segio, Franco Piperno e Franco Berardi.
La collana di scrittori esordienti «Vox» ha permesso la scoperta di autori poi affermatesi come Emidio Clementi, Wu Ming 5 e Paolo Nori con il romanzo Bassotuba non c'è, poi riedito da Einaudi,. DeriveApprodi, inoltre, è conosciuta per avere l'opera omnia di Nanni Balestrini.
Circa 40 autori hanno pubblicato oltre tre titoli con DeriveApprodi, qui di seguito elencati.
- Valentina Alferj
- Luigi Anania
- Alain Badiou
- Nanni Balestrini[17]
- Barbara Balzerani
- Cesare Battisti
- Franco Berardi
- Sergio Bianchi
- Sergio Bologna
- Pierre-André Boutang
- Alberto Burgio
- Ilaria Bussoni
- Andrea Camilleri
- Lanfranco Caminiti
- Rossana Campo
- Eugenio Cappuccio
- Luca Cardinalini
- Sandro Chignola
- Gilles Clément
- Marco Clementi
- Pierre Dardot
- Gilles Deleuze
- Gianni De Martino
- Andrea Di Salvo
- Paolo Ferrero
- Daniele Gaglianone
- Vladimiro Giacché
- Augusto Illuminati
- Christian Laval
- Corrado Mornese
- Toni Negri
- Silverio Novelli
- Uliano Paolozzi Balestrini
- Claire Parnet
- Raffaella Perna
- Franco Piperno
- Edoardo Sanguineti
- Gianni-Emilio Simonetti
- Mario Tronti
- Luigi Veronelli
- Paolo Virno